# Кэман, Эжен
Анри Эжен Люсьен Гаэтан Кэман (фр. Henri Eugène Lucien Gaëtan Coemans, 30 октября 1825 — 8 января 1871) — бельгийский ботаник и миколог.

## Биография
Эжен Кэман родился в Брюсселе 30 октября 1825 года в семье адвоката. После окончания в 1848 году Большой семинарии в Генте был священники. Под влиянием Жан Кикса увлёкся ботаникой. В 1851 году поступил в Лувенский университет В 1866 году он был назначен профессором в Лувенского университета и заведующим новой кафедрой палеонтологии. В 1868 году стал директором монастыря сестер Святого Винтия де Поля. Умер в Генте 8 января 1871 года.

## Научная деятельность
Анри Эжен Люсьен Гаэтан Кэман специализировался на семенных растениях и на микологии. Изучал ископаемые лишайники. Автор монографии о роде Stenophyllum флоры Европы.